# (13280) Christihaas
(13280) Christihaas (1998 QM44) – planetoida z grupy pasa głównego asteroid okrążająca Słońce w ciągu 3,56 lat w średniej odległości 2,33 j.a. Odkryta 17 sierpnia 1998 roku.